# Aeger
Aeger is een geslacht van uitgestorven kreeftachtigen, dat leefde in het Jura.

## Beschrijving
Dit dier, zeer vergelijkbaar met een garnaal en niet groter dan acht centimeter lang, was een malacostraca-schaaldier van de familie Penaeidae, een zeer oude groep die dateert uit het Onder-Trias. Het lichaam van Aeger werd zijdelings samengedrukt, met drie paar aanhangsels uitgerust met klauwen en een nogal langwerpige buik. De antennes waren sterk ontwikkeld. Waarschijnlijk leefden deze kleine dieren op een vergelijkbare manier als de huidige garnalen, jagend op kleine dieren van de kustwateren.

## Verspreiding en habitat
Het getal was heel gebruikelijk in mariene kustomgevingen in een groot deel van Europa. Veel perfect bewaarde fossielen zijn gevonden in het Solnhofener kalksteen in Beieren, dezelfde die de beroemde 'eerste vogel' Archaeopteryx lithographica teruggaf. Deze bevindingen benadrukken enkele zeer delicate details, zoals de antennes en thoracale aanhangsels. Andere iets oudere maar even opmerkelijke fossielen komen uit het Osteno-veld in Lombardije. Een van de bekendste soorten Aeger zijn A. insignis en A. tipularius. Een verwant geslacht was Acanthochirana.

## Soorten
- A. brevirostris † van Straelen 1923
- A. brodiei † Woodward 1888
- A. elegans † Munster 1839
- A. elongatus † Garassino & Teruzzi 1990
- A. foersteri † Garassino & Teruzzi 1990
- A. fraconicus † Forster 1980
- A. gracilis † Forster & Crane 1984
- A. hidalguensis † Feldman 2007
- A. insignis † Opel 1962
- A. laevis † Blake 1862
- A. lehmanni † Langenhan 1910
- A. libanensis † Roger 1946
- A. macropus † Garassino & Teruzzi 1990
- A. marderi † Woodward 1866
- A. muensteri † Garassino & Teruzzi 1990
- A. robustus † Garassino & Teruzzi 1990
- A. rostrospinatus † Garassino & Teruzzi 1990
- A. spinipes † Desmarest 1822
- A. straeleni † Glaessner 1929
- A. tipularius † Schlotheim 1822